# 少花无柱兰
少花无柱兰（学名：Amitostigma parceflorum）是兰科无柱兰属的一种植物，为中国的特有植物。分布于四川等地，生长于海拔2,000米的地区，一般生于山坡林下，目前尚未由人工引种栽培。